# Línea 428 (Interurbanos Madrid)
La línea 428 de la red de autobuses interurbanos de Madrid une Getafe con Valdemoro.

## Características
Esta línea une entre sí Getafe, Pinto y Valdemoro, en un trayecto de 70 minutos de duración entre cabeceras.
La línea no mantiene los mismos horarios todo el año, desde el 1 al 31 de agosto se reducen el número de expediciones los días laborables entre semana (sábados laborables, domingos y festivos tienen los mismos horarios todo el año), además de los días excepcionales vísperas de festivo y festivos de Navidad en los que los horarios también cambian y se reducen.
Está operada por AISA mediante la concesión administrativa VCM-401 - Madrid – Aranjuez – Villarejo  de Salvanés (Viajeros Comunidad de Madrid) del Consorcio Regional de Transportes de Madrid.

## Horarios

### 1 septiembre - 31 julio
| Lunes a viernes laborables | Lunes a viernes laborables | Sábados laborables, domingos y festivos | Sábados laborables, domingos y festivos |
| Getafe > Valdemoro         | Valdemoro > Getafe         | Getafe > Valdemoro                      | Valdemoro > Getafe                      |
| 07:10                      | 05:55                      | 07:10                                   | 06:00                                   |
| 07:40                      | 06:25                      | 07:45                                   | 06:35                                   |
| 08:10                      | 06:55                      | 08:20                                   | 07:10                                   |
| 08:40                      | 07:25                      | 08:55                                   | 07:45                                   |
| 09:10                      | 07:55                      | 09:30                                   | 08:20                                   |
| 09:40                      | 08:25                      | 10:05                                   | 08:55                                   |
| 10:10                      | 08:55                      | 10:40                                   | 09:30                                   |
| 10:40                      | 09:25                      | 11:15                                   | 10:05                                   |
| 11:10                      | 09:55                      | 11:50                                   | 10:40                                   |
| 11:40                      | 10:25                      | 12:25                                   | 11:15                                   |
| 12:10                      | 10:55                      | 13:00                                   | 11:50                                   |
| 12:40                      | 11:25                      | 13:35                                   | 12:25                                   |
| 13:10                      | 11:55                      | 14:10                                   | 13:00                                   |
| 13:40                      | 12:25                      | 14:45                                   | 13:35                                   |
| 14:10                      | 12:55                      | 15:20                                   | 14:10                                   |
| 14:40                      | 13:25                      | 15:55                                   | 14:45                                   |
| 15:10                      | 13:55                      | 16:30                                   | 15:20                                   |
| 15:40                      | 14:25                      | 17:05                                   | 15:55                                   |
| 16:10                      | 14:55                      | 17:40                                   | 16:30                                   |
| 16:40                      | 15:25                      | 18:15                                   | 17:05                                   |
| 17:10                      | 15:55                      | 18:50                                   | 17:40                                   |
| 17:40                      | 16:25                      | 19:25                                   | 18:15                                   |
| 18:10                      | 16:55                      | 20:00                                   | 18:50                                   |
| 18:40                      | 17:25                      | 20:35                                   | 19:25                                   |
| 19:10                      | 17:55                      | 21:10                                   | 20:00                                   |
| 19:40                      | 18:25                      | 21:45                                   | 20:35                                   |
| 20:10                      | 18:55                      | 22:20                                   | 21:10                                   |
| 20:40                      | 19:25                      | 22:55                                   | 21:45                                   |
| 21:10                      | 19:55                      | 23:30                                   | 22:20                                   |
| 21:40                      | 20:25                      | 00:05                                   | 22:55                                   |
| 22:10                      | 20:55                      | 00:40                                   | 23:30                                   |
| 22:40                      | 21:25                      |                                         |                                         |
| 23:10                      | 21:55                      |                                         |                                         |
| 23:40                      | 22:25                      |                                         |                                         |
| 00:10                      | 22:55                      |                                         |                                         |

### 1 - 31 agosto
| Lunes a viernes laborables | Lunes a viernes laborables | Sábados laborables, domingos y festivos | Sábados laborables, domingos y festivos |
| Getafe > Valdemoro         | Valdemoro > Getafe         | Getafe > Valdemoro                      | Valdemoro > Getafe                      |
| 07:10                      | 06:00                      | 07:10                                   | 06:00                                   |
| 07:45                      | 06:35                      | 07:45                                   | 06:35                                   |
| 08:20                      | 07:10                      | 08:20                                   | 07:10                                   |
| 08:55                      | 07:45                      | 08:55                                   | 07:45                                   |
| 09:30                      | 08:20                      | 09:30                                   | 08:20                                   |
| 10:05                      | 08:55                      | 10:05                                   | 08:55                                   |
| 10:40                      | 09:30                      | 10:40                                   | 09:30                                   |
| 11:15                      | 10:05                      | 11:15                                   | 10:05                                   |
| 11:50                      | 10:40                      | 11:50                                   | 10:40                                   |
| 12:25                      | 11:15                      | 12:25                                   | 11:15                                   |
| 13:00                      | 11:50                      | 13:00                                   | 11:50                                   |
| 13:35                      | 12:25                      | 13:35                                   | 12:25                                   |
| 14:10                      | 13:00                      | 14:10                                   | 13:00                                   |
| 14:45                      | 13:35                      | 14:45                                   | 13:35                                   |
| 15:20                      | 14:10                      | 15:20                                   | 14:10                                   |
| 15:55                      | 14:45                      | 15:55                                   | 14:45                                   |
| 16:30                      | 15:20                      | 16:30                                   | 15:20                                   |
| 17:05                      | 15:55                      | 17:05                                   | 15:55                                   |
| 17:40                      | 16:30                      | 17:40                                   | 16:30                                   |
| 18:15                      | 17:05                      | 18:15                                   | 17:05                                   |
| 18:50                      | 17:40                      | 18:50                                   | 17:40                                   |
| 19:25                      | 18:15                      | 19:25                                   | 18:15                                   |
| 20:00                      | 18:50                      | 20:00                                   | 18:50                                   |
| 20:35                      | 19:25                      | 20:35                                   | 19:25                                   |
| 21:10                      | 20:00                      | 21:10                                   | 20:00                                   |
| 21:45                      | 20:35                      | 21:45                                   | 20:35                                   |
| 22:20                      | 21:10                      | 22:20                                   | 21:10                                   |
| 22:55                      | 21:45                      | 22:55                                   | 21:45                                   |
| 23:30                      | 22:20                      | 23:30                                   | 22:20                                   |
| 00:05                      | 22:55                      | 00:05                                   | 22:55                                   |
| 00:40                      | 23:30                      | 00:40                                   | 23:30                                   |

## Recorrido y paradas

### Sentido Valdemoro
| Código                                                                                 | Parada                                     | Común con               | Conexiones con Metro y Cercanías | Municipio | Zona |
| -------------------------------------------------------------------------------------- | ------------------------------------------ | ----------------------- | -------------------------------- | --------- | ---- |
| 09544                                                                                  | Glorieta A42 - Hospital de Getafe          | 444 447 448 450 455 4   |                                  | Getafe    |      |
| 08241                                                                                  | Leganés - Batres                           | 447 448 450 468 2 3 4 6 |                                  | Getafe    |      |
| 16006                                                                                  | Ferrocarril - Est. Getafe Centro           | 468 2 7 Pi1 Pi2         | Getafe Central                   | Getafe    |      |
| 16274                                                                                  | P.º de la Estación - Francisco Pizarro     | 2                       |                                  | Getafe    |      |
| 16275                                                                                  | P.º Estación - Magallanes                  | 2                       |                                  | Getafe    |      |
| 08296                                                                                  | Madrid - Pza. Victoria Kent                | 441 442 455 488         |                                  | Getafe    |      |
| 08293                                                                                  | Madrid - Universidad                       | 441 442 448 455 488     |                                  | Getafe    |      |
| 08315                                                                                  | Av. Juan de la Cierva - Pza. San Sebastián | 442 455 488             |                                  | Getafe    |      |
| 06005                                                                                  | Av. Juan de la Cierva - Pza. Las Heras     |                         |                                  | Getafe    |      |
| 08250                                                                                  | Av. Juan de la Cierva - Hospital San José  |                         |                                  | Getafe    |      |
| 08251                                                                                  | P.º John Lennon - Est. Getafe Industrial   | Pi1 Pi2                 | Getafe Industrial                | Getafe    |      |
| 08278                                                                                  | P.º John Lennon - Diesel                   | 447                     |                                  | Getafe    |      |
| 08191                                                                                  | Ctra. A4 - Pol. Ind. San Marcos            | 421                     |                                  | Getafe    |      |
| 12391                                                                                  | Río Bembézar - Río Chanza                  | 427                     |                                  | Getafe    |      |
| 12695                                                                                  | Río Odiel - Bembézar                       | 427                     |                                  | Getafe    |      |
| Las expediciones con paso por la calle del Río Almanzora realizan la siguiente parada: |                                            |                         |                                  |           |      |
| 12533                                                                                  | Río Almanzora - Río Guadalete              |                         |                                  | Getafe    |      |
| Paradas del itinerario común                                                           |                                            |                         |                                  |           |      |
| 12388                                                                                  | Nassica - Centro Comercial                 | 427                     |                                  | Getafe    |      |
| 18461                                                                                  | Nassica - Centro Outlet                    | 412 427                 |                                  | Getafe    |      |
| 12385                                                                                  | Coto de Doñana - Serranía de Ronda         | 427                     |                                  | Pinto     |      |
| 12383                                                                                  | Coto de Doñana - Sierra Morena             |                         |                                  | Pinto     |      |
| 06242                                                                                  | Sierra Nevada - Doñana                     | 421                     |                                  | Pinto     |      |
| 18462                                                                                  | P.º de las Artes - Av. Juan Pablo II       | 421                     |                                  | Pinto     |      |
| 15532                                                                                  | P.º de las Artes - Pablo Gargallo          | 421 1A                  |                                  | Pinto     |      |
| 12382                                                                                  | Pza. David Martín - Centro de Salud        | 421 1A                  |                                  | Pinto     |      |
| 12379                                                                                  | Av. Europa - Reino Unido                   | 421 1A                  |                                  | Pinto     |      |
| 16454                                                                                  | Cataluña - Aragón                          | 421 471 1A              |                                  | Pinto     |      |
| 08049                                                                                  | Av. Isabel La Católica - Fernando Católico | 421 455 471 1B          |                                  | Pinto     |      |
| 08048                                                                                  | Av. Isabel La Católica - Polideportivo     | 421 455 471 1B          |                                  | Pinto     |      |
| 06347                                                                                  | Pza. Jaime Meric - Cristo                  | 421 471 1B              | Pinto                            | Pinto     |      |
| 11136                                                                                  | Cañada Real de Toledo - Pza. Las Mercedes  | 421 455 471 1B          |                                  | Pinto     |      |
| 08052                                                                                  | Cañada Real de Toledo - Méjico             | 421 455 471 1B          |                                  | Pinto     |      |
| 07989                                                                                  | Av. Andalucía - Pol. Ind. Alvena           | 422 424                 |                                  | Valdemoro |      |
| 16171                                                                                  | Av. Andalucía - Pol. Ind. Albresa          | 422                     |                                  | Valdemoro |      |
| 07993                                                                                  | San Vicente de Paúl - Doctor Fleming       | 422 1                   |                                  | Valdemoro |      |
| 07994                                                                                  | San Vicente de Paúl - Tenerías             | 422 1 3                 |                                  | Valdemoro |      |
| 07995                                                                                  | Negritas - Río Guadalquivir                | 422 3                   |                                  | Valdemoro |      |
| 19279                                                                                  | Pío Baroja - Miguel Hernández              | 422                     |                                  | Valdemoro |      |
| 16162                                                                                  | Gta. José Mª Pemán - Antonio Van de Pere   | 422 3 4 7               |                                  | Valdemoro |      |
| 15534                                                                                  | José María Pemán - Emilia Pardo Bazán      | 422 7                   |                                  | Valdemoro |      |
| 16334                                                                                  | Av. España - Libertad                      | 422 425 1 7             |                                  | Valdemoro |      |
| 18891                                                                                  | Agustina de Aragón - Supermercado          |                         |                                  | Valdemoro |      |
| 17942                                                                                  | Rosalía de Castro - Gta. Eulalia Abaitua   | 7                       |                                  | Valdemoro |      |
| 21083                                                                                  | Av. Reyes Católicos - Pedro de Valdivia    | 425                     |                                  | Valdemoro |      |

### Sentido Getafe
| Código                                                                                 | Parada                                         | Común con                       | Conexiones con Metro y Cercanías | Municipio | Zona |
| -------------------------------------------------------------------------------------- | ---------------------------------------------- | ------------------------------- | -------------------------------- | --------- | ---- |
| 21083                                                                                  | Av. Reyes Católicos - Pedro de Valdivia        | 425                             |                                  | Valdemoro |      |
| 17941                                                                                  | Rosalía de Castro - Gta. Eulalia Abaitua       | 7                               |                                  | Valdemoro |      |
| 18892                                                                                  | Agustina de Aragón - Supermercado              |                                 |                                  | Valdemoro |      |
| 16335                                                                                  | Av. España - Libertad                          | 425 7                           |                                  | Valdemoro |      |
| 16333                                                                                  | José María Pemán - Parla                       | 7                               |                                  | Valdemoro |      |
| 15928                                                                                  | Dalí - Piscina Municipal                       | 422 4                           |                                  | Valdemoro |      |
| 17961                                                                                  | Dalí - Rafael                                  | 422                             |                                  | Valdemoro |      |
| 15929                                                                                  | Dalí - Cristo de la Salud                      | 422 4                           |                                  | Valdemoro |      |
| 08000                                                                                  | Av. Andalucía - P.º de los Hoteles             | 422 4 7                         |                                  | Valdemoro |      |
| 10763                                                                                  | P.º Estación - Alberiza                        | 422 423 426 VAC-231             |                                  | Valdemoro |      |
| 07992                                                                                  | Av. Andalucía - Residencia                     | 422 424 4                       |                                  | Valdemoro |      |
| 07990                                                                                  | Av. Andalucía - Pol. Ind. Albresa              | 422 424 4                       |                                  | Valdemoro |      |
| 10878                                                                                  | Ctra. A4 - Centro de Almacenaje y Distribución | 422 424                         |                                  | Pinto     |      |
| 08042                                                                                  | Sur - Polideportivo                            | 421 455 1B                      |                                  | Pinto     |      |
| 08053                                                                                  | Valdemoro - Federico García Lorca              | 421 455 471                     |                                  | Pinto     |      |
| 08041                                                                                  | Av. España - Joan Miró                         | 421 455 471                     |                                  | Pinto     |      |
| 08043                                                                                  | Av. España - Terreros                          | 421 455 471                     |                                  | Pinto     |      |
| 08046                                                                                  | Alfaro - Iglesia                               | 421 455 471                     |                                  | Pinto     |      |
| 15776                                                                                  | Pza. Asunción - Alfaro                         | 421 455 471                     |                                  | Pinto     |      |
| 11283                                                                                  | Cataluña - Aragón                              | 421 471 1B                      |                                  | Pinto     |      |
| 12380                                                                                  | Av. Europa - Luxemburgo                        | 421 1B                          |                                  | Pinto     |      |
| 12381                                                                                  | Pza. David Martín - Centro de Salud            | 421 1B                          |                                  | Pinto     |      |
| 15533                                                                                  | P.º de las Artes - Colegio                     | 421                             |                                  | Pinto     |      |
| 18463                                                                                  | P.º de las Artes - Francisco Barbieri          | 421 1B                          |                                  | Pinto     |      |
| 12886                                                                                  | Sierra Nevada - Doñana                         | 421                             |                                  | Pinto     |      |
| 12384                                                                                  | Coto de Doñana - Sierra Morena                 |                                 |                                  | Pinto     |      |
| 12386                                                                                  | Coto de Doñana - Serranía de Ronda             | 427                             |                                  | Pinto     |      |
| 12453                                                                                  | Nassica - Centro Outlet                        | 412 427                         |                                  | Getafe    |      |
| 12387                                                                                  | Nassica - Centro Comercial                     | 427                             |                                  | Getafe    |      |
| 12981                                                                                  | Río Tinto - Río Odiel                          | 427                             |                                  | Getafe    |      |
| Las expediciones con paso por la calle del Río Almanzora realizan la siguiente parada: |                                                |                                 |                                  |           |      |
| 12533                                                                                  | Río Almanzora - Río Guadalete                  |                                 |                                  | Getafe    |      |
| Paradas del itinerario común                                                           |                                                |                                 |                                  |           |      |
| 08192                                                                                  | Ctra. A4 - Pol. Ind. San Marcos                | 421                             |                                  | Getafe    |      |
| 08249                                                                                  | P.º John Lennon - Carpinteros                  |                                 |                                  | Getafe    |      |
| 08345                                                                                  | P.º John Lennon - Est. Getafe Industrial       | Pi1 Pi2                         | Getafe Industrial                | Getafe    |      |
| 08308                                                                                  | P.º John Lennon - Base Aérea                   |                                 |                                  | Getafe    |      |
| 07414                                                                                  | Av. Juan de la Cierva - Pza. de España         | 447 455 462 1 4 6               |                                  | Getafe    |      |
| 08316                                                                                  | Av. Juan de la Cierva - Pza. San Sebastián     | 455 462 488 1 3 6               |                                  | Getafe    |      |
| 08294                                                                                  | Madrid - Universidad                           | 441 442 448 488                 |                                  | Getafe    |      |
| 08297                                                                                  | Madrid - Pza. Victoria Kent                    | 441 442 443 488                 |                                  | Getafe    |      |
| 17477                                                                                  | P.º Estación - Joan Font                       | 2                               |                                  | Getafe    |      |
| 17478                                                                                  | P.º de la Estación - Terradas                  | 2                               |                                  | Getafe    |      |
| 16007                                                                                  | Ferrocarril - Est. Getafe Centro               | 468 2 7 Pi1 Pi2                 | Getafe Central                   | Getafe    |      |
| 08242                                                                                  | Plaza Alcalde Juan Vergara - Leganés           | 447 448 450 455 462 468 2 3 4 6 |                                  | Getafe    |      |
| 09547                                                                                  | Glorieta A42 - Hospital de Getafe              | 447 448                         |                                  | Getafe    |      |